# Station Vechta Stoppelmarkt
Station Vechta Stoppelmarkt (Haltepunkt Vechta Stoppelmarkt) is een spoorwegstation in de Duitse plaats Vechta, in de deelstaat Nedersaksen. Het station ligt aan de spoorlijn Delmenhorst - Hesepe. Het station telt één perronspoor. Op het station stoppen alleen treinen van de NordWestBahn.

## Treinverbindingen
Het station wordt alleen gebruikt bij evenementen, de belangrijkste is de Stoppelmarkt. De Stoppelmarkt is een volksfeest en een van de oudste jaarmarkten van Duitsland. De Stoppelmarkt vindt jaarlijks plaats in de week van Maria Hemelvaart (15 augustus). 
Wanneer er treinen stoppen wordt er een geïmproviseerd halte opgezet, met een tijdelijk stationsgebouwtje. In het begin stopten alleen treinen voor de Stoppelmarkt, maar vanaf 2011 ook voor andere evenementen. In de gemeenteraad van Vechta gaan stemmen op om er een permanent station van te maken. 
Wanneer er een trein stopt, is dat de volgende treinserie:

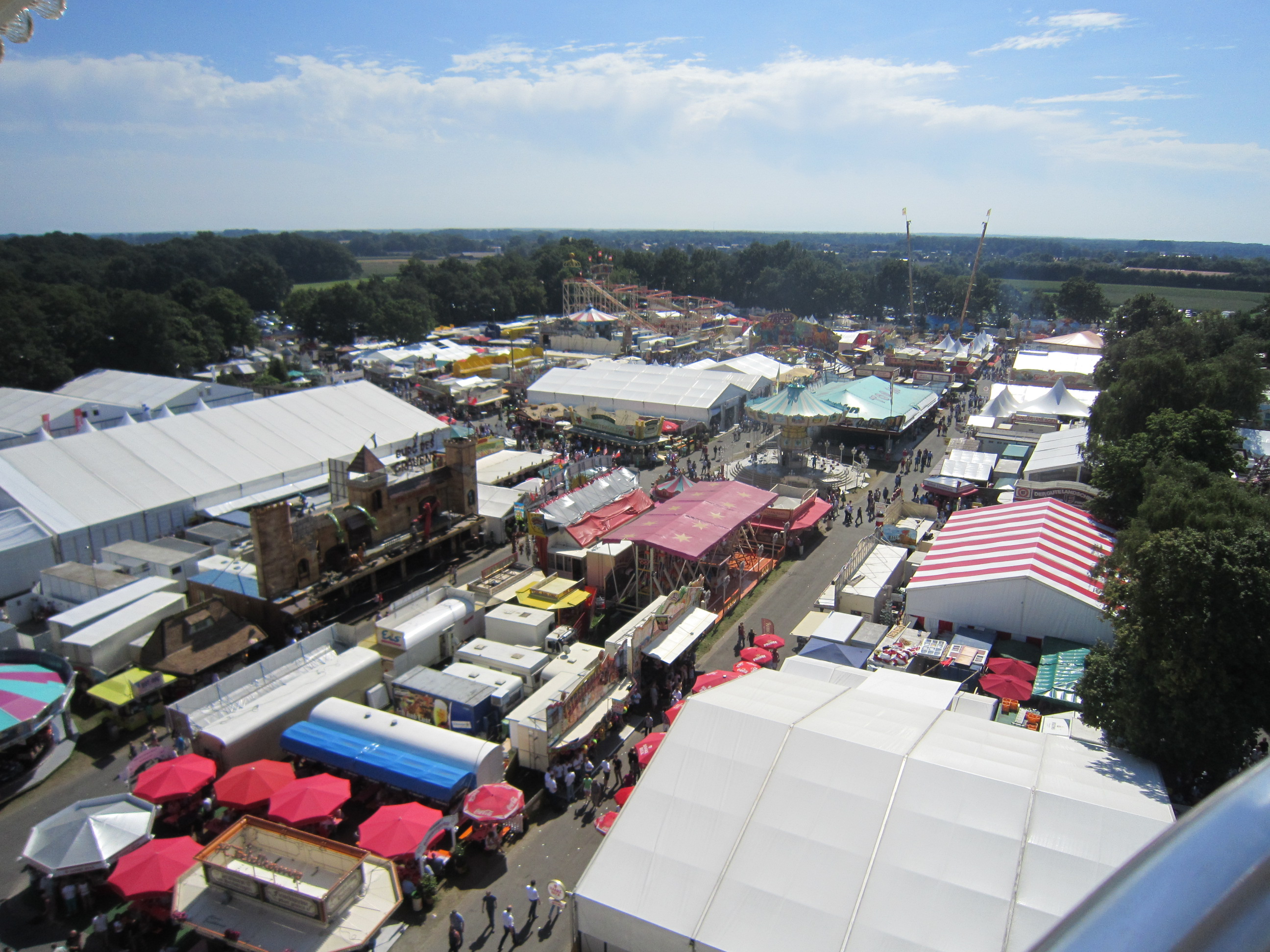
Stoppelmarkt van 2012 gefotografeerd vanuit een reuzenrad

| Serie | Treinsoort                  | Route                                                                              | Bijzonderheden |
| ----- | --------------------------- | ---------------------------------------------------------------------------------- | -------------- |
| RB 58 | Regionalbahn (NordWestBahn) | Osnabrück Hbf – Bramsche – Vechta – Vechta Stoppelmarkt – Delmenhorst – Bremen Hbf | Der Bramscher  |